# August Emil Fieldorf
August Emil Fieldorf, poljski general, * 20. marec 1895, Krakov, † 24. februar 1953, Varšava, Poljska.